# Нестерово (Шекснинский район)
Нестерово — деревня в Шекснинском районе Вологодской области. Административный центр сельского поселения Домшинского и Домшинского сельсовета.
Расстояние до районного центра Шексны по автодороге — 30 км. Ближайшие населённые пункты — Глобена, Митицыно, Аннино.
По переписи 2002 года население — 87 человек (43 мужчины, 44 женщины). Преобладающая национальность — русские (99 %).